# Famille de Gruffy
La famille de Gruffy, parfois Gruffi, est une famille de noble de Saint-Saphorin en Lavaux, originaire de Savoie.
Les Degruffy sont de la même famille que les de Gruffy,.

## Histoire
La famille de Gruffy provient très probablement de Savoie et ses membres se sont installés à Saint-Saphorin (canton de Vaud). Une branche s'installe au village de Saint-Germain, situé dans l'actuelle commune de Bussigny.
Le premier membre attesté appartenant à cette famille est Nicolas, curé de Saint-Germain (1450), ainsi qu'abbé du Lac de Joux (1458-1475).
Bonus est donzel de Saint-Saphorin en 1504 et 1508. Les de Gruffy possèdent une maison-forte, appelée La Tornallaz, jusque vers 1650,.
Jacob, le second fils de Bonus, s'installe à Chardonne en 1517. Il est bourgeois de Chardonne en 1531.
Plusieurs membres occupent les charges de châtelain et de banneret dans la région de Lavaux, jusqu'au XVIIe siècle. En 1598, Matthiaz de Gruffy épouse Adam de Montet dit Taverney, châtelain de Corsier. Jean de Gruffy est banneret de la paroisse de Corsier de 1584 à 1602. Jacques de Gruffy est châtelain de Glérolles en 1618.

### Fonds d'archives
- Archives cantonales vaudoise, « C XVI 121 Gruffy, 1512.06.11-1528.06.14 (Fonds) », 1512-1528 (consulté en août 2024).